# Morden (Manitoba)
Morden é uma cidade localizada na região do Vale de Pembina, no sul da província de Manitoba, no Canadá, perto da fronteira com os Estados Unidos. Esta a cerca de 11 quilômetros a oeste da cidade vizinha de Winkler. Morden, que é cercada pelo município rural de Stanley, é a segunda maior cidade da região do Vale de Pembina no Canadá. A cidade está localizada ao sul da Região da Capital Winnipeg. De acordo com a Statistics Canada, a cidade tinha uma população de 8668 pessoas em 2016.Santokh Singh, Deputy City Manager: Operations
The City of Morden is located in southern Manitoba and proud to be the home of the annual Corn and Apple Festival, the Canadian Fossil Discovery Centre, and much more!
Morden é a cidade natal da cantora, compositora, pianista e harpista canadense Loreena McKennitt.

## Ligações Externas
- «Web site oficial do município» (em inglês)